# Station Młyniewo Nowotomyskie
Station Młyniewo Nowotomyskie is een spoorwegstation in de Poolse plaats Młyniewo.